# یوشیکو ساکا
یوشیکو ساکا (انگلیسی: Yoshiko Ōta; ۲۵ آوریل ۱۹۳۲ – ۲۹ اکتبر ۲۰۲۱) بازیگر، و صداپیشه اهل ژاپن بود.